# Альберт II Зуэрбеер
А́льберт II Зуэрбеер (Albert Suerbeer (нем.), конец XII века, Кёльн — между ноябрём 1272 и мартом 1273 года, Рига) — первый архиепископ Риги.
Зуэрбеер был активным сторонником папства и пытался перевести восточную часть побережья Балтийского моря под юрисдикцию Святого Престола. Его усилия не увенчались успехом и территория закрепилась за Ливонским орденом.

## Биография
Альберт обучался в Сорбонне, получил магистерскую степень и стал каноником в Бремене. После смерти выходца из Бремена рижского епископа Альберта фон Буксгевдена 17 января 1229 года архиепископ Бремена Герхард Ольденбургский назначил  Зуэрбеера епископом Рижским. Тамошний клир это назначение не признал и избрал своего кандидата Николая фон Науэна.  
Для разрешения спора обратились к папе Григорию IX, который направил в Ригу своего легата Балдуина Альнского. В июле 1230 года тот прибыл в Ригу и, разобравшись с аргументами капитула, сделал выбор в пользу Николая, о чем и доложил в Рим. Таким образом, в 1231 году папа Григорий IX утвердил в качестве епископа именно Николая.
В 1240 году Альберт Зуэрбеер становится архиепископом Армы и примасом Ирландии. После участия в Первом Лионском соборе в 1245 году он по указанию папы Иннокентия IV возвращается в Германию. Его назначают архиепископом Пруссии, Ливонии и Эстонии, а несколько позже — папским легатом на Готланде, в Гольштейне, Рюгене и России. В 1246 году он также получил Любекский диоцез в Германии. После смерти рижского епископа Николая фон Науэна в 1253 году Зуэрбеер, наконец, стал общепризнанным епископом Риги.
Альберт II считается основателем замка Роннебург, руины которого сохранились в современном городе Рауна. 